# Stregspiller
En stregspiller i håndbold er en spiller, der i angrebet forsøger at skaffe sig plads på den fuldt optrukne streg, der befinder sig 6 meter fra målet. Stregen markerer grænsen for, hvor tæt på målet en spiller (bortset fra den forsvarende målmand) må betræde banen. 
Udgangspunktet for forsvarsspillet er ofte, at markspillerne holder sig så tæt på stregen som muligt, og derfor er angribernes stregspiller nødt til at skaffe sig plads på steder, hvor modstanderne ikke befinder sig. I moderne håndbold er stregspillerens plads scene for mange direkte fysiske dueller mellem stregspilleren og de nærmeste af forsvarerne.
Stregspilleren har basalt set to opgaver: 
- At forsøge at få plads nok til, at han/hun kan modtage bolden fra en af bagspillerne og få gennemført et scoringsforsøg, ofte ved at hoppe ind over stregen og skyde bolden, inden man rammer gulvet i feltet.
- At screene, det vil sige holde en eller flere modstandere væk, så der bliver plads for en af bagspillerne til enten at bryde gennem forsvaret og få et afslutningsforsøg med spring ind mod målet eller til at skyde på mål længere udefra på et sted, hvor forsvarerne på grund af screeningen ikke kan nå at parere bolden.

En stregspiller må ikke aktivt skubbe en modstander (det gælder alle spillere, men det er især aktuelt for stregspillere), men hvis han/hun står fast med begge ben og ikke bevæger resten af kroppen nævneværdigt, regnes det for en lovlig screening.
En god stregspiller er fysisk stærk, smidig og hurtig i spilopfattelsen. De fleste straffekast i håndboldspillet dømmes til fordel for en stregspiller, når denne har fået fat i bolden. I så fald kan forsvarsspillerne risikere at komme til at betræde feltet i forsøget på at hindre scoring, eller de kan få ulovlig fysisk kontakt (skub etc.) med spilleren i samme anledning.

## Kendte stregspillere

### Damer
| Navn                  | Nationalitet |
| --------------------- | ------------ |
| Karen Brødsgaard      | Danmark      |
| Stine Bodholt Nielsen | Danmark      |
| Heidi Løke            | Norge        |
| Linn Blohm            | Sverige      |
| Kathrine Heindahl     | Danmark      |
| Mette Gravholt        | Danmark      |
| Anita Kulcsár         | Ungarn       |
| Marianne Bonde        | Danmark      |
| Liudmila Bodnieva     | Rusland      |
| Tonje Kjærgaard       | Danmark      |
| Marit Malm Frafjord   | Norge        |
| Louise Svalastog      | Danmark      |
| Anja Althaus          | Tyskland     |
| Susan Thorsgaard      | Danmark      |
| Ulrika Ågren          | Sverige      |
| Lene Lund Høy Karlsen | Danmark      |

### Mænd
| Navn               | Nationalitet |
| ------------------ | ------------ |
| Michael V. Knudsen | Danmark      |
| Julen Aguinagalde  | Spanien      |
| René Toft Hansen   | Danmark      |
| Robert Gunnarson   | Island       |
| Henrik Toft Hansen | Danmark      |
| Igor Vori          | Kroatien     |
| Jesper Nøddesbo    | Danmark      |
| Bartosz Jurecki    | Polen        |
| Bjarte Myrhol      | Norge        |